# Philip José Farmer
Philip José Farmer (Terre Haute, Indiana, 1918. január 26. – Peoria,   Illinois, 2009. február 25.) amerikai sci-fi és fantasy író.

## Élete
1918. január 26-án született az indianai Terre Haute-ban, de szülőföldjének az illinoisi Peoriát tekintette, ahol élete nagy részét töltötte. 1950-ben szerzett angol nyelvből diplomát a Bradlay Egyetemen. 2009. február 25-én hunyt el.

## Munkássága
Első elbeszélését 28 évesen publikálta. Igazi hírnevet az 1953-ban a Startling Storiesban megjelent Szeretők című regénye hozta meg. A regény, mely olyan tabunak számító témákat boncolgatott, mint a szexualitás és a vallási bigottság, közönségsiker lett, és Farmer Hugo-díjat nyert, mint a "Legígéretesebb tehetség". Farmert ettől kezdve mint az egyik leginkább tabudöntögető szerzőt tartották számon. Ugyancsak a szexualitás témáját boncolgatja az A Woman a Day című regénye (Napi egy asszony, ezt később The Day of Timestop - az időstop napja - címre változtatta).

### AWorld of Tiers-sorozat
Farmer az 1965-ben publikált The Maker of the Universes című regényével elindított egy sorozatot, mely egy egymásra épülő, alternatív univerzumokból álló világban játszódik. Ezek közt az "univerzumok" között Kapukon át lehet közlekedni, és többségük az 1920-as évek Edgar Rice Burroughs-történeteiből táplálkozik.
A hős, Kichkaha a regények során különböző kalandokba keveredik, miközben keresi az okát, miért és hogyan került ebbe a különös világba. A sorozat az 1920-as évek ponyvairodalmán kívül felhasználja a blake-i mitológiát, a babiloni és egyiptomi kozmológiát és a görög-skandináv hitvilág szereplőit és hagyományait. A regényfolyam hat regényből áll, az utolsó 1993-ban jelent meg.
Érdekesség a sorozattal kapcsolatban, hogy a népszerű Csillagkapu sorozat Farmer ötletéig vezethető vissza.

### ARiverworld-ciklus
A szerző másik nagy sorozata az 1971-es To Your Scattered Bodies Go című regénnyel vette kezdetét. A sorozat a Folyóvilágon játszódik, mely bolygón egy óriási folyó kanyarog, és partján reinkarnálódik az összes valaha élt ember (ez Farmer szerint több mint 36 milliárd lelket jelent). A főhős Richard Burton (az Ezeregyéjszaka angol fordítója), és olyan híres emberek tűnnek fel a könyvekben, mint Hermann Göring, Mozart, Nagy Sándor, János angol király vagy Jack London és Mark Twain.
A sorozat öt regényből és több novellából áll (köztük fanfiction-ökből, melyek a szerző honlapján olvashatók). A Sci-fi Channel tervbe vette egy Riverworld sorozat készítését 2001-ben, de csak a pilot epizód készült el. 1998-ban elkészült egy Riverworld PC-játék.

### Egyéb híresebb művei
Farmer előszeretettel dolgozta át a már létező pulp-hősök kalandjait, többek között megírta Tarzan fiktív életrajzát, valamint Verne Phileas Fogg-jának újabb kalandjait. Műveiben gyakran előkerül a szexualitás témája mellett a vallás (jó példa erre a magyarul megjelent A Végzet álarca (1981) című regény).

## Magyarul
- Szeretők. Regény; ford. Hajja Attila; Art Phoenix, Debrecen, 1990 (Science fiction & fantasy)
- A bestia képmása. Ördögűzés: első rítus horrorshow; ford. Nemes István; Phoenix, Debrecen, 1992
- Fenevadak. Egy másik dimenzióból; ford. Nemes István; Cherubion, Debrecen, 1993
- A Kőisten ébredése; Cherubion, Debrecen, 1994 (Osiris könyvek)
- A végzet álarca; ford. Erdő Orsolya; Lap-ics–Cherubion, Bp.–Debrecen, 1998 (Galaxis sf könyvek)
- Ördögszem; ford. Tábori Zoltán; Athenaeum, Bp., 1999
- Élve fogd el Tarzant!; ford. Bihari György; Athenaeum 2000, Bp., 2000

## Díjai, jelölései
- Háromszor jelölték a legjobb novella kategóriában Hugo-díjra, egyszer regény kategóriában. A már említett Szeretők mellett az első Riwerworld regénye is Hugo-díjat nyert, valamint a Riders of the Purple Wage című novellája is díjnyertes (1968).
- Kétszer jelölték novella kategóriában Nebula-díjra. 2000-ben a Nebula-díj Nagymesterévé választották, 2001-ben World Fantasy-életműdíjat kapott.